# Listă de forme de relief pe 951 Gaspra
Aceasta este o listă de forme de relief numite pe asteroidul 951 Gaspra.

## Regiones
Regiones de pe Gaspra (zone distincte din punct de vedere geologic) sunt numite după astronomi și oameni de știință strâns asociați cu asteroidul.
Vedeți o hartă etichetată aici.
| Regio         | Coordonate            | Diametru (km) | Data de aprobare | Numit după                                                 | Ref   |
| ------------- | --------------------- | ------------- | ---------------- | ---------------------------------------------------------- | ----- |
| Dunne Regio   | 15°N 15°V / 15°N 15°V | 0             | 1994             | James Dunne, manager de proiect Galileo                    | WGPSN |
| Neujmin Regio | 2°N 80°V / 2°N 80°V   | 0             | 1994             | G. N. Neuimin, astronom rus care l- a descoperit pe Gaspra | WGPSN |
| Yeates Regio  | 65°N 75°V / 65°N 75°V | 0             | 1994             | Clayne Yeates, Manager de proiect Galileo                  | WGPSN |

## Cratere
Craterele gasprane sunt numite după stațiuni balneare faimoase. 
| Crater          | Coordonate                        | Diametru (km) | Data de aprobare | Numit după                   | Ref   |
| --------------- | --------------------------------- | ------------- | ---------------- | ---------------------------- | ----- |
| Aix             | 47°54′N 160°18′W / 47.9°N 160.3°V | 0.6           | 1994             | Aix-les-Bains, Franța        | WGPSN |
| Alupka          | 65°N 65°V / 65°N 65°V             | 0.3           | 1994             | Alupka, Ucraina              | WGPSN |
| Baden-Baden     | 46°N 55°V / 46°N 55°V             | 0.3           | 1994             | Baden-Baden, Germania        | WGPSN |
| Badgastein      | 25°N 3°V / 25°N 3°V               | 0.4           | 1994             | Bad Gastein, Austria         | WGPSN |
| Bagnoles        | 55°N 122°V / 55°N 122°V           | 0.4           | 1994             | Bagnoles, Franța             | WGPSN |
| Bath            | 13°24′N 9°42′W / 13.4°N 9.7°V     | 0.9           | 1994             | Bath, Regatul Unit           | WGPSN |
| Beppu           | 3°54′N 58°24′W / 3.9°N 58.4°V     | 0.6           | 1994             | Beppu, Japonia               | WGPSN |
| Brookton        | 27°42′N 103°18′W / 27.7°N 103.3°V | 0.3           | 1994             | Brookton, NY, Statele Unite  | WGPSN |
| Calistoga       | 30°N 2°V / 30°N 2°V               | 1.2           | 1994             | Calistoga, CA, Statele Unite | WGPSN |
| Carlsbad        | 29°42′N 88°48′W / 29.7°N 88.8°V   | 0.5           | 1994             | Carlsbad, Cehia              | WGPSN |
| Charax          | 8°36′N 0°00′E / 8.6°N -0°E        | 0.9           | 1994             | Charax, Ucraina              | WGPSN |
| Helwan          | 22°24′N 118°54′W / 22.4°N 118.9°V | 0.4           | 1994             | Helwan, Egipt                | WGPSN |
| Ixtapan         | 11°54′N 86°54′W / 11.9°N 86.9°V   | 0.7           | 1994             | Ixtapan, Mexic               | WGPSN |
| Katsiveli       | 55°N 65°V / 55°N 65°V             | 0.3           | 1994             | Katsiveli, Ucraina           | WGPSN |
| Krynica         | 49°N 35°V / 49°N 35°V             | 0.4           | 1994             | Krynica, Polonia             | WGPSN |
| Lisdoonvarna    | 16°30′N 358°06′W / 16.5°N 358.1°V | 0.4           | 1994             | Lisdoonvarna, Irlanda        | WGPSN |
| Loutraki        | 42°N 140°V / 42°N 140°V           | 0.4           | 1994             | Loutraki, Grecia             | WGPSN |
| Mandal          | 23°30′N 46°30′W / 23.5°N 46.5°V   | 0.1           | 1994             | Mandal, Norvegia             | WGPSN |
| Manikaran       | 62°N 155°V / 62°N 155°V           | 0.5           | 1994             | Manikaran, India             | WGPSN |
| Mariánské Lázně | 35°24′N 81°48′W / 35.4°N 81.8°V   | 0.6           | 1994             | Mariánské Lázně, Cehia       | WGPSN |
| Miskhor         | 15°00′N 65°54′W / 15°N 65.9°V     | 0.5           | 1994             | Miskhor, Ucraina             | WGPSN |
| Moree           | 15°06′N 164°24′W / 15.1°N 164.4°V | 0.7           | 1994             | Moree, Australia             | WGPSN |
| Ramlösa         | 15°00′N 4°54′W / 15°N 4.9°V       | 0.7           | 1994             | Ramlösa, Suedia              | WGPSN |
| Rio Hondo       | 31°42′N 20°42′W / 31.7°N 20.7°V   | 0.6           | 1994             | Rio Hondo, Argentina         | WGPSN |
| Rotorua         | 18°48′N 30°42′W / 18.8°N 30.7°V   | 0.5           | 1994             | Rotorua, Noua Zeelandă       | WGPSN |
| Saratoga        | 50°N 270°V / 50°N 270°V           | 2.8           | 1994             | Saratoga, NY, Statele Unite  | WGPSN |
| Spa             | 51°30′N 152°00′W / 51.5°N 152°V   | 1.6           | 1994             | Spa, Belgia                  | WGPSN |
| Tang-Shan       | 59°N 256°V / 59°N 256°V           | 2.1           | 1994             | Tang-Shan, China             | WGPSN |
| Yalova          | 29°N 10°V / 29°N 10°V             | 0.4           | 1994             | Yalova, Turcia               | WGPSN |
| Yalta           | 57°36′N 261°18′W / 57.6°N 261.3°V | 1.4           | 1994             | Yalta, Ucraina               | WGPSN |
| Zohar           | 23°N 118°V / 23°N 118°V           | 0.4           | 1994             | Zohar, Israel                | WGPSN |